# 影森站

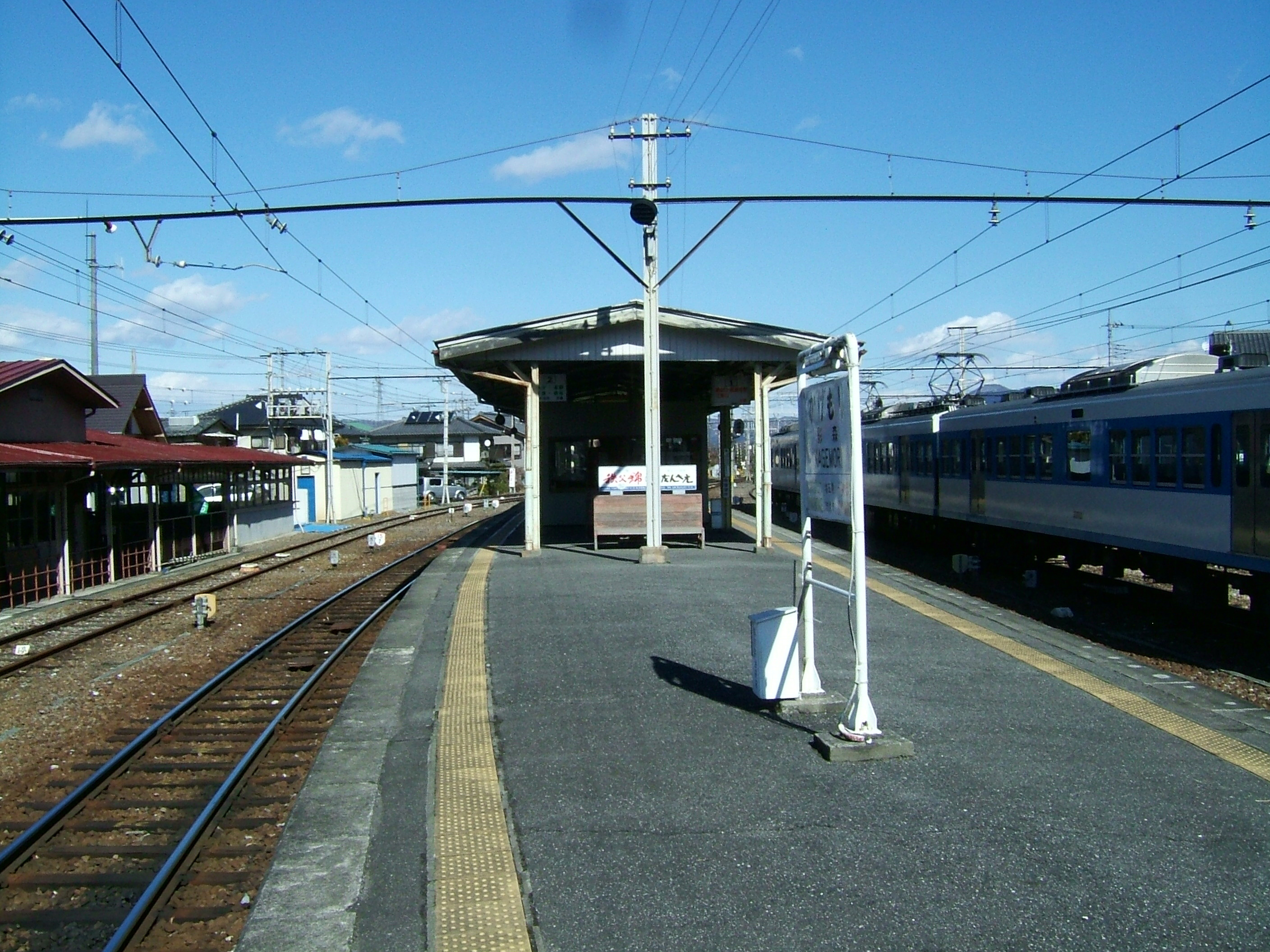
月台（2008年2月）

影森站（日语：／ Kagemori eki */?）是位於埼玉縣秩父市上影森71番4號，秩父鐵道的秩父本線車站。

## 歷史
- 1917年（大正6年）9月27日 - 車站啟用。
- 1918年（大正7年）9月16日 - 武甲線 影森～武甲之間開通。該線只限貨物列車行走[1]。
- 1924年（大正13年） - 開設秩父水泥（日语：秩父セメント）石灰石礦（現時：秩父太平洋水泥（日语：秩父太平洋セメント）三輪礦業所）。
- 1928]（昭和3年）5月31日 - 開設秩父電氣工業（現時：昭和電工秩父工場）專用線（軌距762mm，蒸氣驅動）[2]
- 1959年（昭和34年）2月28日 - 專用線廢止
- 1984年（昭和59年）2月1日 - 武甲線 影森～武甲之間廢止。
- 2008年（平成20年）2月8日 - 在站內安全側線中一架貨運列車的制動發生故障，使列車出軌翻側。1名司機輕傷。而機車DeKi106提早退役。
- 2010年（平成22年）3月6日 - 在時間表修正均，所有秩父路均停靠。
- 2016年（平成28年）
  - 4月23日－舊車站大樓與宿舍被拆毀，只剩下行人隧道入口。
  - 12月1日－旅客資訊情報數碼標牌、閉路電視和遠隔廣播裝置開始使用。　※數碼標牌在同年11月11日開始試行。

## 車站構造
本站是地面車站，設有1面2線的島式月台。此站是直營車站，同時為管理車站，當中只管理此站（周邊的車站由秩父站管理）。車站職員當值時間由首班車（5時時段）至尾班車（22時時段）。
羽生月台上設有站長室、自動售票機、站務室和候車室。曾經連接行人隧道入口的站房中設有檢票業務。後來把檢票業務遷移至月台上，而舊站房仍然設有檢票口。上述設施在2016年拆毀，遺址變成了日租停車場和月租停車場。由於月台建設彎道上。自家通勤型車輛中，每卡車輛只會開啟兩度車門。車站入口一方的行人隧道中設有旅客資訊情報數碼標牌。在檢票口外設有廁所。

### 月台
| 月台 | 路線    | 方向                                                                                  |
| ---- | ------- | ------------------------------------------------------------------------------------- |
| 1    | ■秩父線 | 三峰口方向                                                                            |
| 2    | ■秩父線 | 秩父、長瀞、寄居、熊谷、行田市、羽生、 ■西武線直通 飯能、池袋方向（下一站是西武秩父） |

## 三輪線

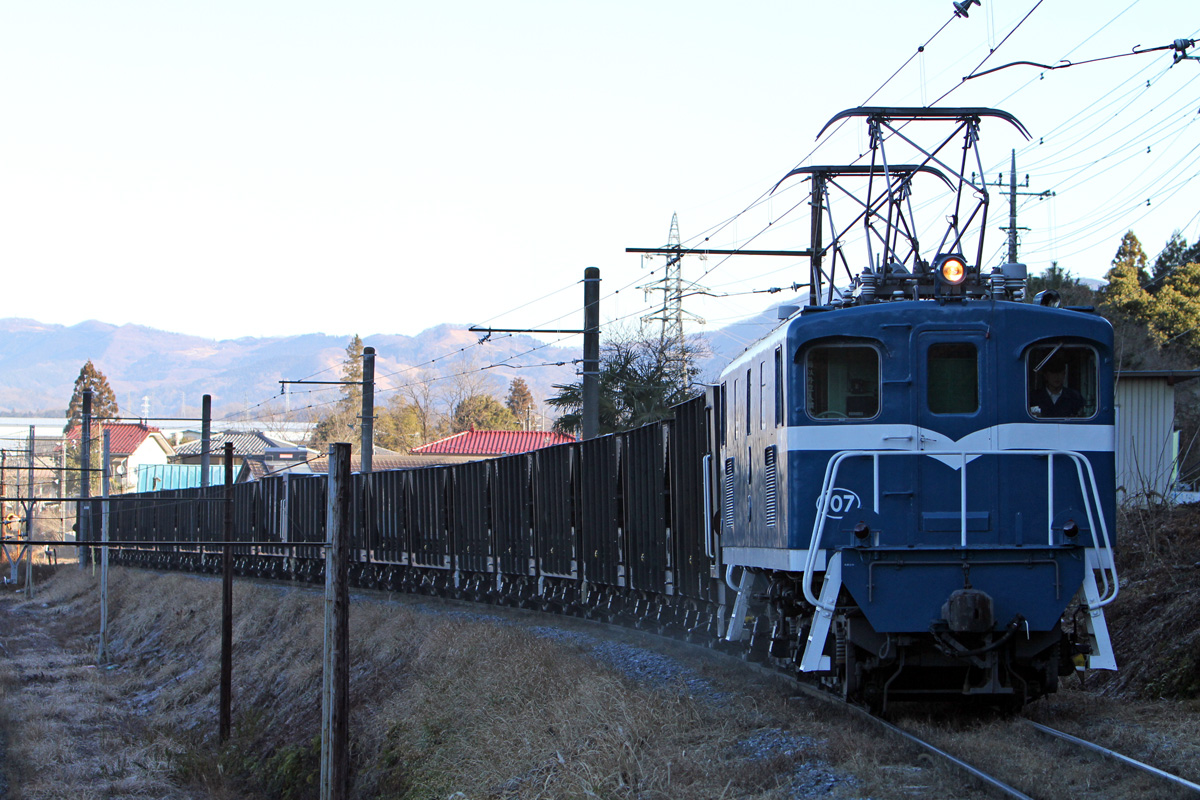
在三輪線登上斜坡的貨運列車(2012年1月)

在車站南邊約1公里的山腰處設有秩父太平洋水泥三輪礦業所。隨著礦業所停止生產製品，貨物輸送量與到發列車有減少的傾向。
路線途經陡峭的斜度，機車在途經該路段時放沙。在終點處設有料斗，運載來自三輪礦山的石灰石，再經秩父本線、三尻線前往三尻站（太平洋水泥熊谷工場）。在貨車經過料斗裝載石灰石時，會使用調動機D502。
另外，在秩父本線與三輪線之間另一條斜道線為已廢止的武甲線。

## 使用狀況
- 在2018年度1日平均乘車人次為244人[4]。

| 年度               | 1日平均 乘車人次 |
| ------------------ | ---------------- |
| 2009年（平成21年） | 264              |
| 2010年（平成22年） | 252              |
| 2011年（平成23年） | 234              |
| 2012年（平成24年） | 243              |
| 2013年（平成25年） | 256              |
| 2014年（平成26年） | 262              |
| 2015年（平成27年） | 247              |
| 2016年（平成28年） | 243              |
| 2017年（平成29年） | 229              |
| 2018年（平成30年） | 244              |

| 年度 | 發送貨物（公噸） | 到達貨物（公噸） |
| ---- | ---------------- | ---------------- |
| 1962 | 2,626,314        | 85,068           |
| 1963 | 2,520,479        | 82,483           |
| 1966 | 3,300,231        | 57,416           |
| 1973 | 5,398,857        | 32,625           |
| 1979 | 5,166,858        | 3,600            |
| 1983 | 4,149,344        | 978              |
| 1989 | 4,083,192        |                  |
| 1994 | 2,493,560        |                  |
| 1999 | 1,051,960        |                  |
| 2009 | 563,040          |                  |
| 2010 | 516,120          |                  |
| 2011 | 492,320          |                  |

- 參考：埼玉縣統計年鑑各年度版

## 車站周邊

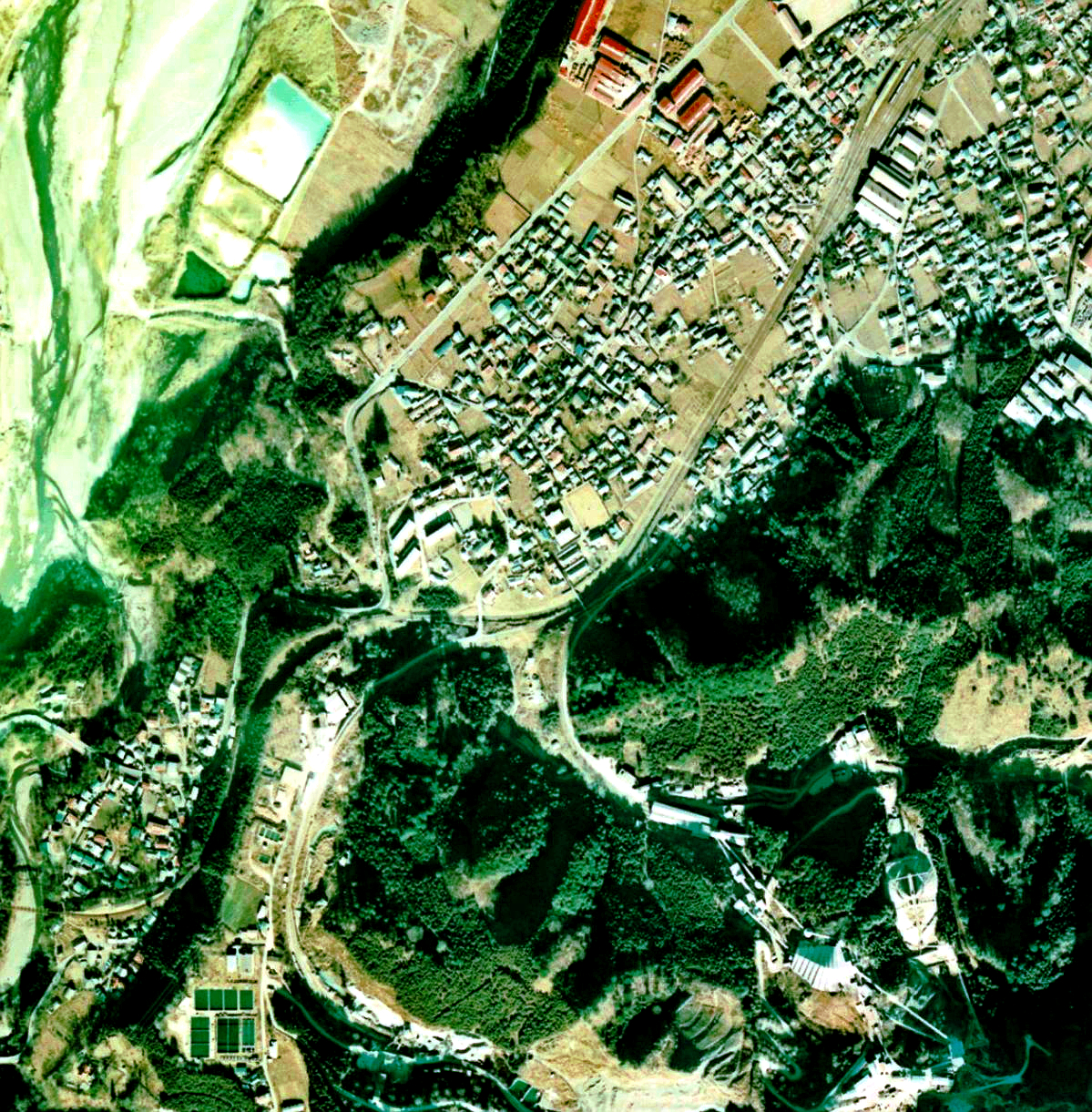
影森站（右上）和浦山口站（左下）的航空相片（拍攝於1974年 國土畫像情報航空相片，國土交通省）。圖中也可看見三輪線（中央下）和武甲線（左中下）

- 埼玉縣道209號小鹿野影森停車場線（日语：埼玉県道209号小鹿野影森停車場線）
- 國道140號
- 荒川
  - 柳大橋（日语：柳大橋）
  - 巴川橋（日语：巴川橋 (荒川)）
- 秩父市政廳影森出張所
- 影森郵局
- 秩父市立影森中學（日语：秩父市立影森中学校） - 以畢業歌《啟程的日子》而知名的中學。
- 秩父市立影森小學
- 秩父札所（日语：秩父三十四箇所）26號 圓融寺
- 秩父札所27號 大渕寺

## 巴士路線
| 乘車處   | 乘車處 | 系統          | 主要途經                   | 目的地       | 巴士公司     | 備註 |
| -------- | ------ | ------------- | -------------------------- | ------------ | ------------ | ---- |
| 影森小學 |        | 久那線        | 浦山常盤橋、花見之里、久那 | 西武秩父站   | 西武觀光巴士 |      |
| 影森小學 | 市內線 |               | 浦山常盤橋                 | 西武觀光巴士 |              |      |
| 影森小學 |        | 久那線 市內線 | 中町、秩父站               | 西武秩父站   | 西武觀光巴士 |      |

## 相鄰車站
秩父鐵道
秩父本線
SL「Paleo Express」
通過（在駛入西武秩父站之際，由於需要改變列車方向，因而於留置線臨時停車）
急行「秩父路」
御花畑－影森－三峰口
普通
御花畑－影森－浦山口
■西武線直通
西武秩父（西武秩父線）－影森－浦山口

## 注腳
1. ↑  「軽便鉄道運輸開始」『官報』1918年9月19日（國立國會圖書館數碼化收藏）
2. ↑  『地方鉄道及軌道一覧 :  昭和18年4月1日現在』（國立國會圖書館數碼化收藏）。所使用的機車在「影森、魔境の残り香。（上）」2005年11月2日、『編集長敬白』 （页面存档备份，存于）（日語）提及
3. ↑  D502曾經在根岸站的新日本石油精製專用線上使用。
4. ↑  【掲載】０９、運輸・TRANSPORTATION （页面存档备份，存于）（日語）

## 外部連結
- 車站情報 影森站（秩父鐵道） （页面存档备份，存于）（日語）